# Prokurator Międzynarodowego Trybunału Wojskowego dla Dalekiego Wschodu
Prokurator Międzynarodowego Trybunału Wojskowego dla Dalekiego Wschodu - stanowisko przy Międzynarodowym Trybunale Wojskowym dla Dalekiego Wschodu. Prokurator pełnił funkcje śledcze i oskarżycielskie.
| Kraj              | Prokurator                                                |
| ----------------- | --------------------------------------------------------- |
| USA               | Joseph Keenan (Główny Prokurator – ang. Chief Prosecutor) |
| Australia         | Alan Mansfield                                            |
| Kanada            | Brigadier Henry Nolan                                     |
| Chiny             | Xiang Zhejun                                              |
| Francja           | Robert L. Oneto                                           |
| Indie Brytyjskie  | P. Govinda Menon                                          |
| Holandia          | W.G. Frederick Borgerhoff-Mulder                          |
| Nowa Zelandia     | Ronald Quilliam                                           |
| Filipiny          | Pedro Lopez                                               |
| Wielka Brytania   | Arthur Comyns-Carr                                        |
| Związek Radziecki | S.A. Golunsky                                             |